# Клён ясенелистный
Клён ясенели́стный, или клён америка́нский (лат. Ácer negúndo), — листопадное дерево; вид рода Клён семейства Сапиндовые (ранее вид относили к семейству Клёновые, которое сейчас рассматривается как триба подсемейства Конскокаштановые семейства Сапиндовые). Происходит из Северной Америки.
Преднамеренно интродуцирован в Европу в XVII веке. В России (Санкт-Петербург, Императорский Ботанический сад, также Москва) произрастает с 1796 года. В XIX веке удалось развести клён ясенелистный из семян, полученных из Канады. Уже в 1920-е годы стал наблюдаться его самосев в естественных условиях. В настоящее время в России клён ясенелистный — инвазионный вид, натурализовавшийся интродуцент. Широко распространён, вышел из парков и внедрился в аборигенный растительный покров. Представляет угрозу биологическому разнообразию. Его способность быстрее других пород образовывать многоярусные заросли затрудняет возобновление местных видов. Из-за своей очень высокой экологической пластичности является одним из самых агрессивных древесных сорняков в лесной зоне Евразии.
Другие названия, встречающиеся в русскоязычной литературе, — «клён калифорни́йский», «клён негу́ндо». Зачастую ошибочно именуется «ясенем». По сообщению доктора сельскохозяйственных наук, профессора А. И. Колтуновой (Оренбургский государственный аграрный университет), в обиходе специалисты называют этот агрессивный вид «клён-убийца». Синоним: Negundo aceroides Moench.

## Ботаническое описание

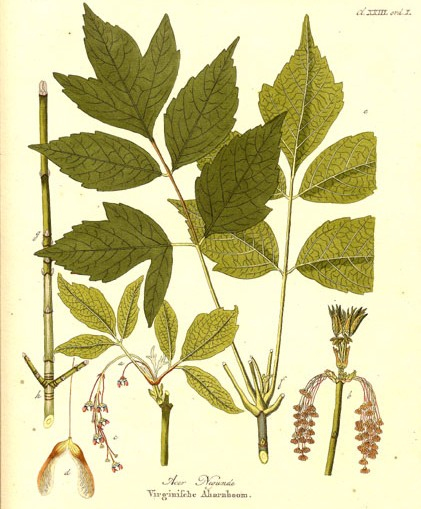
Ботаническая иллюстрация из Afbeeldingen der fraaiste, meest uitheemsche boomen en heesters by Johan Carl Krauss. 1802

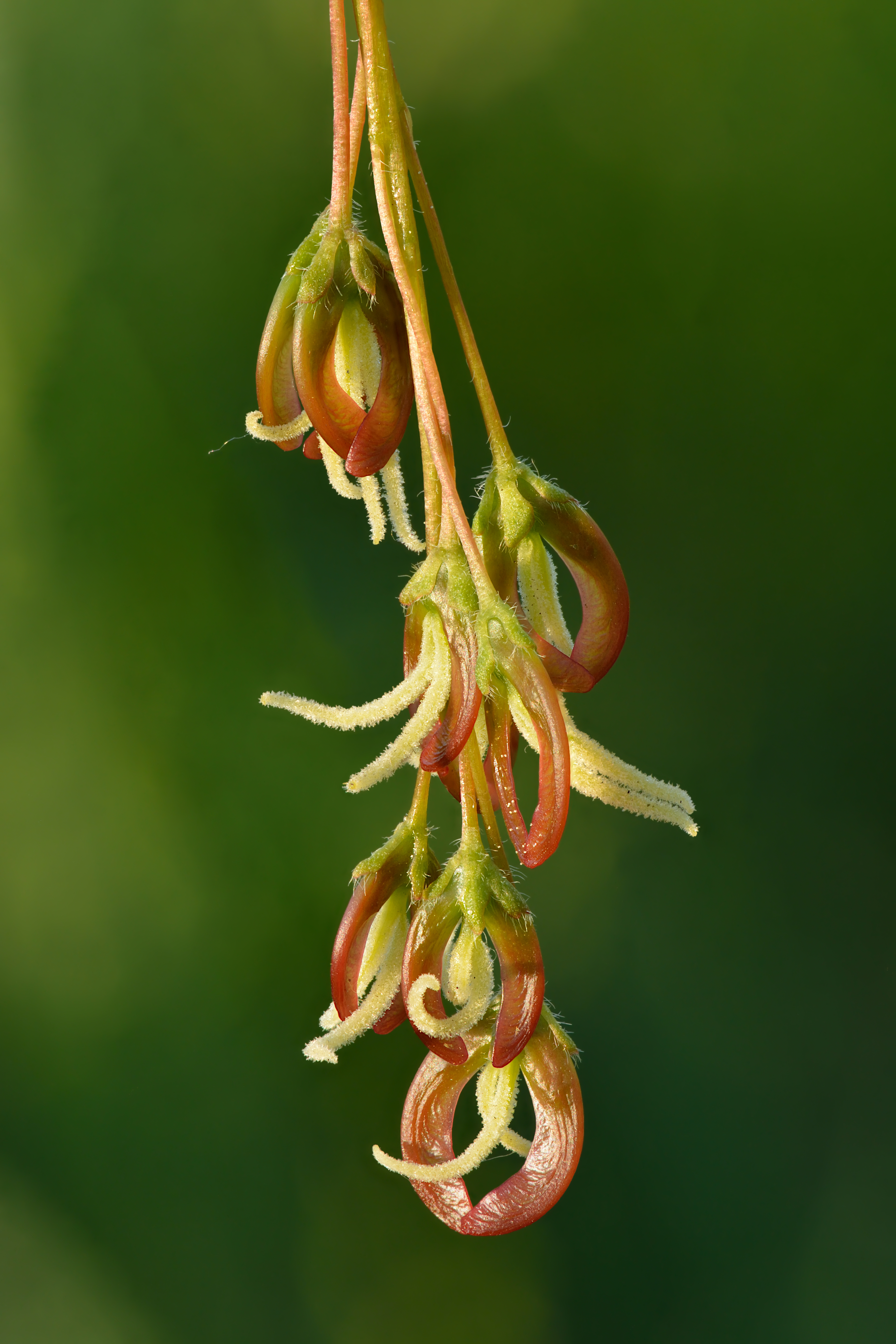
Женские цветки

Листопадное дерево до 25 м (обычно 12—15 м) высотой и до 90 см (обычно 30—50 см) в диаметре, с неравномерной кроной до 15 м . Ствол короткий, часто в основании разделяется на несколько длинных, раскидистых, большей частью изогнутых отростков, которые расходятся неравномерно в разные стороны и создают скачкообразную крону. Когда растёт среди других деревьев, ствол, как правило, разветвляется выше и создаёт высокую, редкую крону.
Кора тонкая, серая или светло-коричневая, с неглубокими пересекающимися бороздками. Ветви от зелёного до багрового цвета, умеренно прочные, с узкими листовыми рубцами, пересекающиеся друг с другом, часто покрытые серовато-зелёным пушком.
Почки белые и пушистые; боковые почки прижаты.
Листья супротивные, сложные непарноперистые, имеют 3, 5, 7 (реже 9, 11 или 13) листочков, каждый из которых 15—18 см длиной; в верхней части светло-зелёные, снизу бледные серебристо-белые, обычно гладкие на ощупь; на черешках длиной до 8 см; напоминают по форме лист ясеня — отсюда и русское видовое название. Листья на краях шероховато пильчатые или лопастные. Форма листа различается, но отдельные листики напоминают классический кленовый лист. Осенняя окраска листьев — преимущественно жёлтая.
Растение двудомное, то есть мужские и женские цветки расположены на разных деревьях. Мужские цветки собраны в свисающие пучки на тонких черешках; их пыльники окрашены в красноватые тона. Женские соцветия имеют жёлто-зелёный цвет и собраны в соцветие-кисть. Цветёт в мае — начале июня на протяжении 15 дней.
Плод — крылатка, состоящая из двух крылышек с одним семенем в каждом, расположенных по отношению друг к другу под углом менее 60 градусов. Каждое крылышко около 4 см длиной. Плод созревает в августе — октябре, но остаётся висеть на дереве до весны. Семена без эндоспермов, по длине в два—три раза больше, чем по ширине, заметно сморщенные.

## Распространение
В природных условиях широко распространён в тугайных лесах и болотистых территориях США и Канады. На северо-востоке ареал ограничен штатами Нью-Джерси и Нью-Йорком, на северо-западе южными районами канадской провинции Онтарио, на юго-западе центральным Техасом, на юго-востоке — центральной частью Флориды. Кроме того, отдельные популяции встречаются на Среднем Западе, Калифорнии, Мексике и Гватемале.
Растёт в разнообразных лиственных лесах Великих равнин. Сосуществует со следующими доминантами леса: ясенем пенсильванским (Fraxinus pennsylvanica), тополем узколистным (Populus angustifolia), тополем трёхгранным (Populus sargentii), тополем осинообразным (Populus tremuloides), ивами (Salix spp.) и дубом крупноплодным (Quercus macrocarpa). На гористых территориях Аризоны и Нью-Мексико доминирует в тугайных лесах.
Ксенофит, эргазиофигофит/ксенофит, агриофит, сорно-опушечно-лесной, мезофит. Встречается повсеместно на урбанизированных территориях, образует заросли на залежных участках, опушках лесополос, дубрав. В поймах малых рек и небольших озёр выступает доминантом в древесно-кустарниковом ярусе.

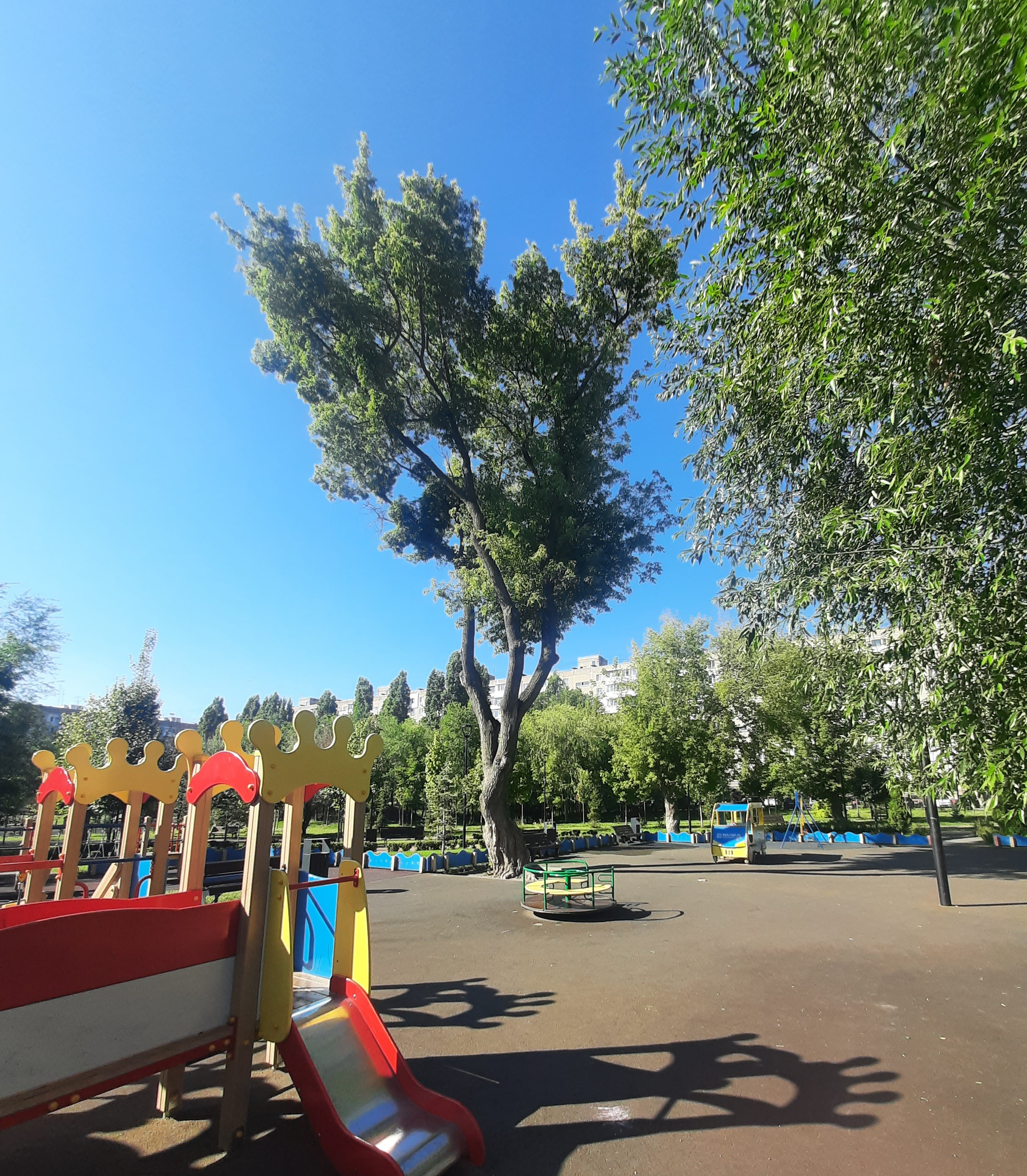
Клён ясенелистный посреди детской площадки

В настоящее время клён ясенелистный освоил разнообразные местообитания и сформировал на территории Евразии обширный вторичный ареал. Широко использовался в России в озеленении парков, садов, скверов в городах центральных областей Европейской части России, Сибири, Средней Азии и Дальнего Востока.
В течение второй половины XX века в основном из-за подчас весьма слабо обоснованной политики интродукции, проводимой в лесном хозяйстве, в пойменные леса Волги и Урала стал активно вселяться клён ясенелистный Acer negundo. В настоящее время он способен вытеснить из некоторых местообитаний аборигенные лесные породы (Гниненко, 1995).
Экзотические деревья, перенесённые из удалённых регионов или вовсе из других стран, могут оказаться довольно опасными сорняками, способными активно внедряться в природные экосистемы. В результате такого внедрения существенно нарушается нормальное развитие природных экосистем, из них постепенно вытесняются местные виды растений. Примером такого экзотического дерева, «сбежавшего» из посадок и превратившегося в серьёзный сорняк во многих регионах юга Европейской России, Сибири и Дальнего Востока, является ясенелистный (американский) клён. Это небольшое дерево настолько широко распространилось, что стало серьёзной угрозой для многих природных экосистем лесостепи — причём никакой реальной возможности борьбы с этим опасным сорняком нет.
Неприхотлив к почвенным условиям, но лучше растёт на плодородных свежих почвах, на хорошо освещённых местах. Очень активен и подвижен, обладает высокой скоростью роста и устойчив к загрязнению воздуха. Наиболее агрессивен на первых этапах вторжения, выражая это интенсивным спонтанным семенным размножением. Распространяется самосевом в окрестностях городов и посёлков сначала на нарушенных местах, но вскоре внедряется и в природные сообщества, сорничает. Процесс расселения идёт сравнительно быстро, так как в стадию плодоношения он вступает уже в возрасте 6—7 лет, и смена его поколений происходит быстрее, чем у других видов деревьев. В Средней России отличается буйным ростом и регулярным плодоношением, при этом особо урожайные годы обычно бывают через два года на третий.
Недолговечен, живёт не более 80—100 лет, в уличных посадках не более 30 лет.
Очень зимостоек. Зона зимостойкости USDA 2. Широтное распространение ограничивается только изотермой. Сейчас уже дошёл до Верхоянска и Якутска и выдерживает морозы по 55—60 градусов зимой, не погибая.
Клён ясенелистный, который в природных местообитаниях Северной Америки тяготеет к тяжёлым глинистым почвам, произрастая в речных долинах, неожиданно в процессе интродукции продемонстрировал способность не только вполне устойчиво обитать в условиях перегрева и промерзания почвы, закупоренной асфальтовыми покрытиями городских улиц, но и образовывать громадное количество пнёвой поросли, самосева. В результате клён ясенелистный оказался способен не только занимать любые нарушенные местообитания, но и внедряться в природные экосистемы, однако предсказать такие результаты интродукции данного вида заранее невозможно (Розно С. А., 2008).
Учёным известно, что при наличии хорошего ветра кленовые семена, напоминающие в полёте маленькие вертолёты, способны улетать на расстояние более километра от родного дерева.
Дерево часто используется различными птицами для гнездования. Имеет второстепенное значение в диете чернохвостых и белохвостых оленей.

## Экологическая опасность и современное состояние проблемы

### Инвазивный вид в экосистемах
Занос чужеродных видов (к которым относится клён ясенелистный) и их распространение могут вызвать необратимые экологические катастрофы. Соответственно, проблема инвазий в начале XXI века становится важнейшей в плане обеспечения экологической безопасности России. Впервые комплексное обсуждение этой проблемы было осуществлено на заседании Круглого стола, организованного в рамках Всероссийской конференции по экологической безопасности (4—5 июня 2002 г., Москва) (Экологическая безопасность и инвазии чужеродных организмов, 2002).
В пойменных лесах полностью останавливает возобновление ив и тополей. Обладает сильными аллелопатическими свойствами (физиологически активные вещества листового опада — колины — действуют как ингибиторы роста конкурирующих растений). Однако гипотеза, согласно которой заросли клёна ясенелистного могли иметь негативный эффект воздействия на аборигенные растения через почву, не была подтверждена исследованиями.

### Вред людям
Пыльца мужских экземпляров клёна ясенелистного является сильным аллергеном, в период весеннего цветения (в средней полосе России в конце апреля — начале мая) ветер разносит её на большие расстояния, а её присутствие в воздухе вызывает у людей с аллергией поллинозы (заболевание, называемое «сенной лихорадкой»). Свежие листья при растирании, как и сами ветви и побеги после срезания, издают сильный неприятный запах, наподобие клоповного[значимость факта?].
Имеются сообщения последних лет (Силаева, 2013), что клён ясенелистный окисляет вещества, содержащиеся в выхлопах автомобилей, до более ядовитых.
В отличие от кленов из нашей флоры клён американский опыляется ветром, поэтому образует огромное количество пыльцы. Исследованиями физиологов[каких?] показано, что если другие растения очищают воздух от вредных примесей, то клён американский, произрастающий в городах и у дорог, вещества, образующиеся в выхлопах автомобилей, окисляет до более ядовитых.

### Борьба
По экологическим, экономическим и медицинским негативным последствиям клён ясенелистный в России занимает первое место из примерно 50 инвазионных видов-чужестранцев.
На сегодняшний день древесными интродуцентами, к примеру, в Белгородской области занимается только государственный природный заповедник «Белогорье». Хотя эта тема в плане научно-исследовательских работ заявлена с 2000 года, и уже имеются серьёзные наработки, исследования ограничены особо охраняемыми и сопредельными с ними природными территориями и требуют дальнейшего расширения и углубления. Все эти работы очень актуальны и нуждаются в целевой областной поддержке.
Пресс-служба управления лесами Белгородской области информирует население о том, что распространение американского клёна опасно для местных экосистем и рекомендуют не только отказаться от применения его в озеленении, но и вести активную работу по уничтожению этого сорняка. (30.06.2009)
31 октября 2016 года состоялось заседание «малого» Правительства Белгородской области, которое провёл Губернатор области Евгений Савченко. В рамках этого заседания начальник Управления лесами области Владимир Щендрыгин представил проект по уничтожению клёна ясенелистного. Он предусматривает комплекс мероприятий для снижение площадей, занимаемых этим древесным сорняком, с инвентаризацией мест его произрастания. На некоторых территориях будет проведена постепенная замена его на древесно-кустарниковые породы, характерные для Белгородской области[значимость факта?].
Хотя вид Acer negundo до настоящего времени активно расселяется во всех хозяйственно-административных регионах Средней России, гербарных сборов его немного, так как клён ясенелистный многие считают самым обычным и малоинтересным растением. К тому же в России всё ещё отсутствует комплексное природопользование, внятная природоохранная политика и мониторинг за состоянием окружающей среды. Природоохранные ведомства разобщены, они нередко дублируют работу, но при этом многие аспекты природопользования не регулируются и не контролируются. Это в значительной степени касается и клёна ясенелистного, который законодательно относится к зелёным насаждениям третьей категории (малоценным), в силу чего вырубка или повреждение его без соответствующих документов влечёт административную ответственность (между тем колоссальная скорость роста этого, так называемого в народе, местного «бамбука» оставляет мало времени для различных бюрократических процедур и постоянно увеличивает будущие затраты по искоренению). Важно заметить, что на данный момент за самовольную вырубку клёна ясенелистого в России грозит уголовное наказание.
В Западной Европе, где уже давно оценили опасность от интродукции клёна ясенелистного, заросли этого дерева на картах выделяют отдельно от лесных насаждений и серьёзно занимаются сдерживанием роста популяции.
А ещё не был упомянут американский клён — основной рассадник и источник заражения наших лесов белой американской бабочкой. Два-три раза за лето стоит он полностью обглоданный прожорливыми гусеницами, которые потом расползаются на соседние деревья и постепенно из года в год расширяют свой рацион за счёт наших родных деревьев (Шарапановская Т. Д., 2011).
Например, в Евпатории на Черноморском побережье Крыма, где также высока вероятность поражения деревьев и кустарников американской белой бабочкой, озеленители внимательно следят за американским клёном — обычно его ствол после планового кронирования не возвышается над землёй более чем на три метра, а крону образуют гибкие отростки годовалого возраста, дающие летом густую тень.
Рекомендуемая для других пород оптимизация состава древостоев — традиционная вырубка — в случае с клёном ясенелистным малоэффективна. Наоборот, при отсутствии комплексных мер и контроля в дальнейшем она приводит к увеличению его семенной продуктивности за счёт усиления порослевого возобновления. При контрольных замерах было установлено, что вместо имеющихся отдельных стволов у каждого срубленного дерева образовалось от девяти до 22 новых побегов. Обычно при сплошных рубках годичная поросль от пня достигает двух и более метров.
Исследованиями установлено, что спящие почки у оснований стволов деревьев и кустарников, например, в снегозащитных лесных полосах сохраняются живыми сравнительно надолго. При этом полное отмирание спящих почек у разных видов деревьев и кустарников наступает в различном возрасте и зависит, кроме породы, от условий местопроизрастания, густоты насаждений, интенсивности их роста и других факторов. Предельный возраст, при котором насаждение клёна ясенелистного может после рубки успешно возобновиться порослевым путём, составляет в лесной зоне — 25-30 лет, а в лесостепной и степной — 20-25 лет.
Клён ясенелистный имеет и глубинные, и поверхностные корни. В поймах и долинах рек корневая система поверхностная, мочковатая, широкая. На глубоких почвах может образоваться короткий стержневой корень с сильными боковыми, горизонтальными. Корневая система относительно чувствительная, при сильных повреждениях боится застойной сырости, зимнего промерзания. Эффективно разрубание или дробление подземной части с максимальным удалением её крупных фрагментов (толстых скелетных корней), с последующим присыпанием слоем грунта (не менее 10 см), укрыванием (после обильного увлажнения) рулонными гидроизолирующими и светонепроницаемыми материалами (рубероидом и аналогами, желательно двумя слоями внахлёст, так наз. листовое мульчирование, особенно эффективное осенью). Это приводит к загниванию и отмиранию остатков корневой системы. При этом желательно учитывать периоды максимального роста всасывающих корней.
К примеру, чтобы основательно выкорчевать вручную один ствол клёна диаметром 15 см с помощью ножовки, топора и лопаты взрослому мужчине нужно потратить около 3 часов работы. Для уменьшения трудоёмкости при корчевке пней стволы деревьев рациональнее всего спиливать не низко, почти на уровне земли, а на высоте 1—1,5 и даже 2 метра, оставляя большой рычаг для физического воздействия. После окапывания ствола и перерубания остро отточенной лопатой или топором горизонтальных скелетных корней в радиусе 0,5 — 1 метр (зависит от габаритов дерева) оставшийся глубокий стержневой корень достаточно легко переламывается с помощью раскачивания или вращения (вручную, лебёдкой и т. д.). Принцип рычага можно также успешно использовать как для сильно наклонённых, так и для многоствольных деревьев, удаляя второстепенные стволы и крупные сучья с одной стороны от вертикальной оси корневища. Последующим постепенным подкапыванием и подрубанием корней с этой же стороны можно вызвать крен и падение дерева в противоположную сторону под действием одной лишь силы тяжести. Дальнейшая раскряжевка и окончательная корчевка выполняются аналогично.
Для облегчения корчевки на лёгких почвах и наличии в доступном радиусе устройств для полива можно произвести размыв грунта вокруг корневища сильной струёй воды. Перед этим рядом выкапывается соответствующей глубины яма для стока разжиженного грунта.
Так называемая «финская свеча» при уничтожении пней клёна ясенелистного практически не эффективна из-за крайне высокой водонасыщенности его рыхлой древесины (глубокого выжигания остатков корней не происходит). На следующую весну сожжённые пни дают массу новой поросли.
На земельных участках ограниченной площади (сады, огороды) при методичном, достаточно трудоёмком подходе деревья, кустарники, мелкая поросль клёна ясенелистного убирается без остатка в течение двух сезонов. После вырубания или выкашивания почва перекапывается и накрывается чёрной полиэтиленовой плёнкой, а затем раз в две недели плёнка скатывается для уборки появившихся ростков и снова укладывается. При последующем возможном засеве семенами с прилегающих территорий остаётся только тщательно следить за появляющимися ростками и удалять их (лучше выдёргивать с корнем) в этот же сезон, не дожидаясь сильного укоренения.
Химический способ борьбы предусматривает пять видов применения арборицидов (гербицидов):
- опрыскивание арборицидами крон деревьев и кустарников;
- введение арборицидов в зарубки на стволах деревьев (способ инъекции);
- нанесение арборицидов на поверхность ствола дерева (на кору) у его основания (базальная обработка);
- обработка пней после срезки стволов для подавления роста поросли из спящих и придаточных почек;
- обработка арборицидами почвы в зоне распространения корней нежелательных деревьев и кустарников;
- заливание в предварительно просверленное дрелью отверстие гербицидов (проверено на Раундап).

Эти работы должны выполняться с июля по октябрь. Для уничтожения нежелательной древесно-кустарниковой растительности используется множество гербицидов и различных препаратов, обладающих арборицидными свойствами. На основе имеющихся десятков различных арборицидов создаются их смеси, которые оказываются более эффективными, чем отдельные их компоненты. Существуют различные заводские (фирменные, типа «Раундап», «Торнадо») и «баковые» смеси, которые готовят непосредственно на месте. Однако токсичность и экономический риск, связанный с использованием арборицидов, в определённой степени сдерживают их распространение.
Идеально применять комбинированный способ борьбы: вырубить ясенелистные клёны осенью, а весной обработать гербицидами появившиеся на пнях и корнях густые всходы молодой поросли.
Утилизация:
Сухие дрова могут использоваться для топки как бытовых, так и промышленных печей (при обжиге кирпича, керамики и пр.), с минимальным зольным остатком, также способствуют очистке дымоходов от сажи.
Из древесных остатков клёна ясенелистного после измельчения могут изготавливаться топливные гранулы (пеллеты).
Обрезанные ветви можно перерабатывать на мульчу с помощью садового измельчителя.

##### «Чёрная книга флоры Средней России» и «Чёрная книга флоры Сибири»
В конце 2009 года Главный ботанический сад Российской Академии наук выпустил Чёрную книгу флоры Средней России, в которой впервые собраны и обобщены данные по 52 наиболее широко распространённым на территории Средней России инвазионным видам растений. Кроме того, приводится европейский Чёрный список — список наиболее вредоносных чужеродных видов, по которым Стратегия по инвазионным видам Европы рекомендует вести строгий контроль расселения.
В октябре 2016 года в Кемерово опубликована «Чёрная книга флоры Сибири» тиражом в 500 экземпляров, авторами которой стали 25 учёных из двенадцати регионов Сибирского федерального округа. В монографии, на составление которой понадобилось около четырёх лет, описаны 58 чужеродных растений-агрессоров, которые создают не только экологические проблемы в регионах их произрастания, но и вызывают серьёзные экономические проблемы.
Лесо- и землепользователям, органам исполнительной власти Сибирского федерального округа рекомендовать принятие мер по выявлению и уничтожению кленовых зарослей в пределах естественных и полуестественных экосистем (леса, пастбища, сенокосно-пастбищные угодья, поймы рек и т. д.). Поскольку сообщества клёна ясенелистного законодательно относятся к зелёным насаждениям третьей категории и их вырубка или повреждение без соответствующих документов влечёт административную ответственность, необходимо внести изменения в соответствующие законодательные акты, исключить вид из такс для исчисления размера ущерба и платы за единицу объёма лесных ресурсов.

## Значение и применение
Клён ясенелистный культивировался на территории Европы со второй половины XVII века, а с конца XVIII века — на территории России. Его преимуществами считали неприхотливость к городским условиям и быстрый рост.
Использование древесины:
Древесина клёна ясенелистного мягкая, лёгкая, тонкозернистая и непрочная, из-за своей волокнистости обрабатывается с трудом, как правило, не обладает какими-либо ценными свойствами, а потому используется редко — в основном для изготовления деревянной тары, деталей дешёвой мебели (днищ выдвижных ящиков). В качестве дров используется редко из-за своей очень высокой водонасыщенности, требующей длительной сушки.
Интерес могут представлять лишь свилеватые комли, участки стволов очень старых или поражённых грибковой гнилью деревьев, обычно покрытые наростами (капами и сувелями). Благодаря своему красивому и неповторимому рисунку на срезе (текстуре древесины), они часто используются для различных художественных работ — деревянной скульптуры, выточенных на токарном станке декоративных ваз, чаш и так далее, рукоятей авторского холодного оружия (ножей и пр.), даже, как экзотика, корпусов USB-флешек. Иногда древесина американского клёна при поражении трутовиком приобретает выразительно окрашенные разводы — от розового до карминно-красного, при минимальных потерях прочности.
Недостатки в озеленении:

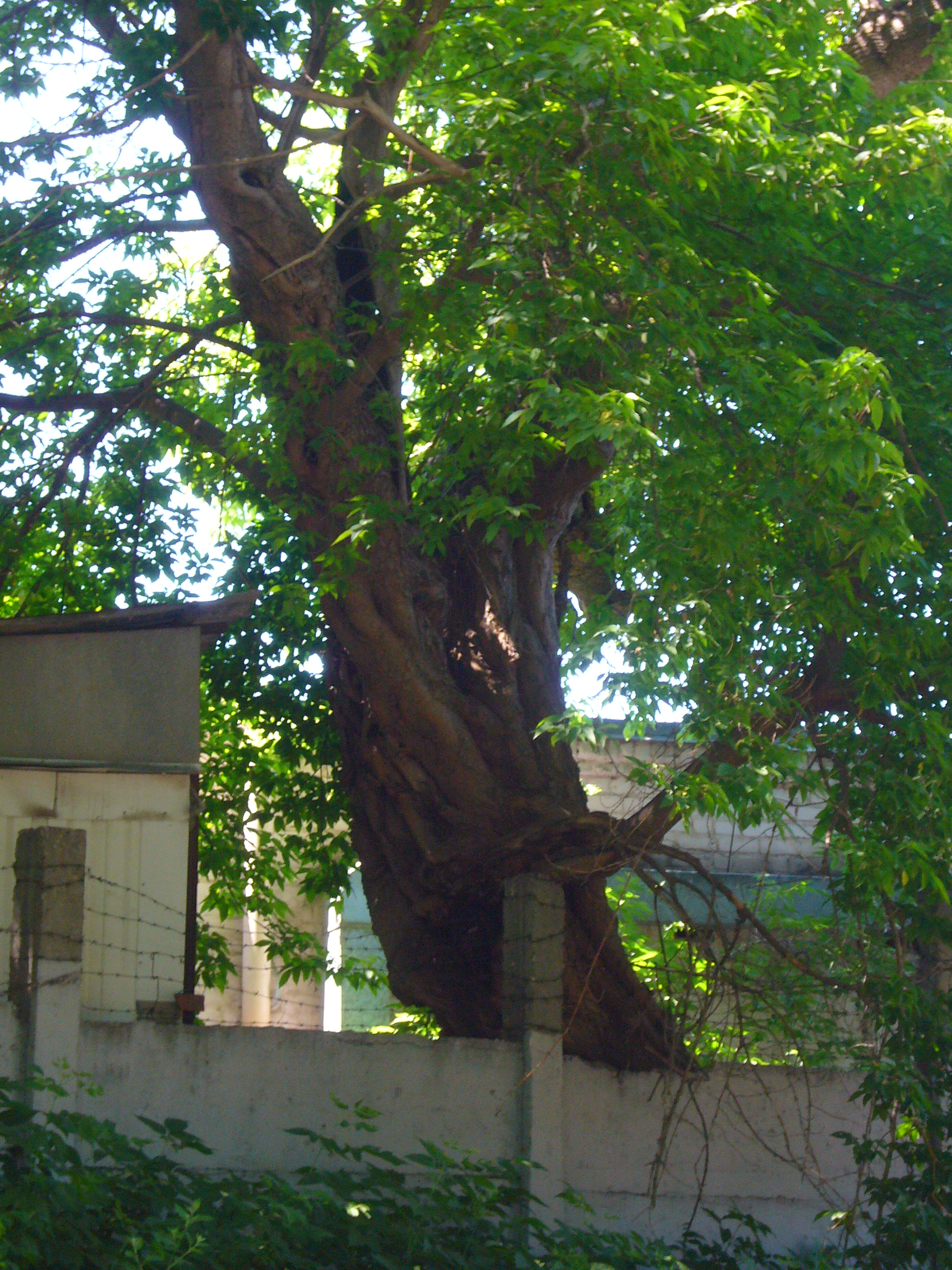
Экземпляр клёна ясенелистного возрастом приблизительно 25-30 лет.

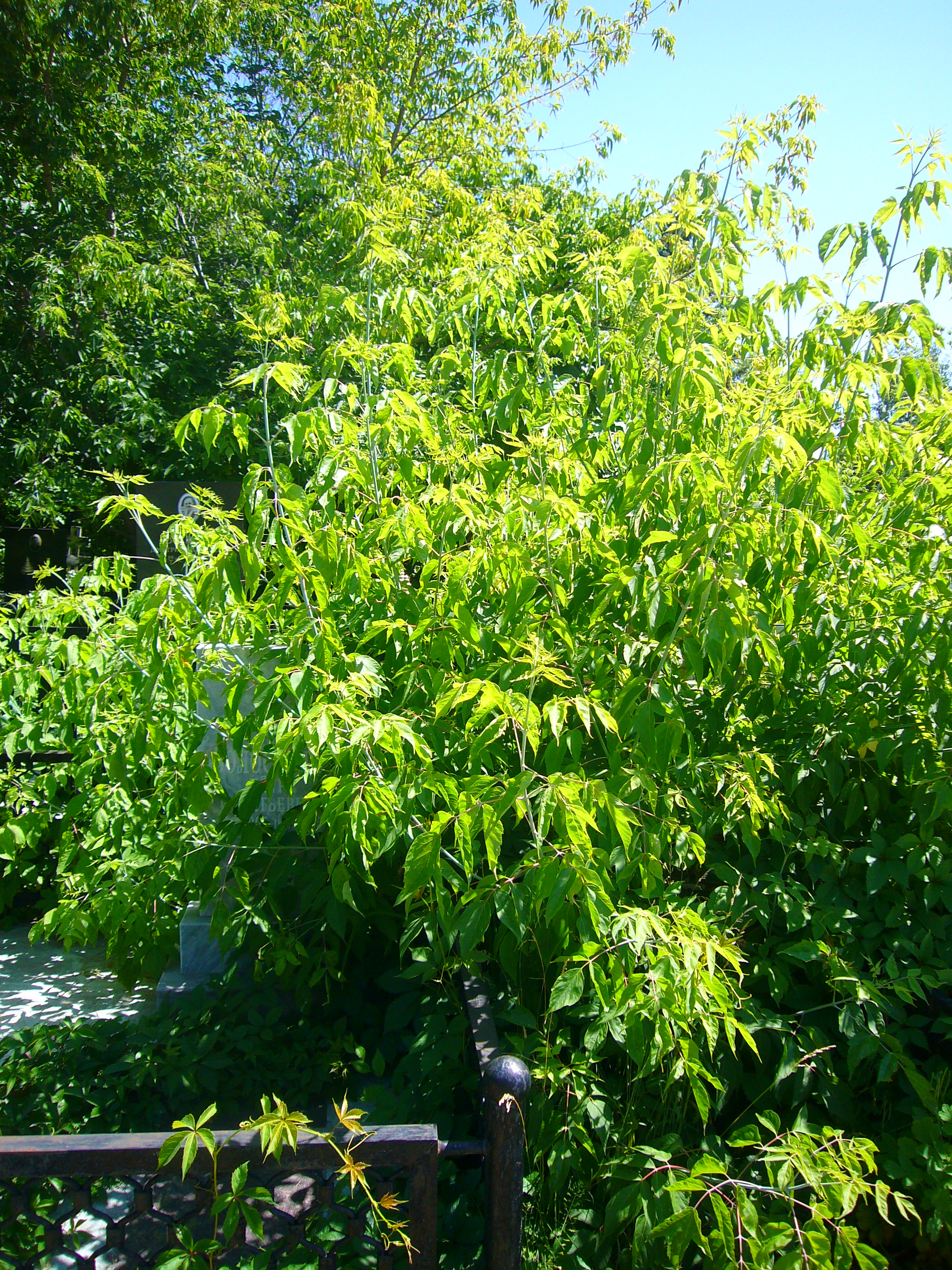
Пнёвая поросль клёна ясенелистного (прирост текущего года, июнь)

- недолговечность (эти клёны живут обычно 60, иногда 80—100, а в уличных посадках не более 30 лет, рано начинают суховершинить)[источник не указан 1535 дней],
- растёт настолько быстро, что поддерживать его посадки в приемлемом декоративном виде экономически нецелесообразно (слишком большая трудоемкость по обрезке)[источник не указан 1535 дней],
- Сравнимая с тополями и осинами, а также всеми старыми деревьями, неустойчивость деревьев старше 30-40 лет при озеленении улиц при резких погодных проявлениях, хотя и большая устойчивость, чем у тополей. Для парков допустимым возрастом дерева является 70 лет[49],
- лёгкая повреждаемость поверхностной корневой системы, часто приводящая к падению крупных деревьев (иногда совершенно неожиданно, без видимых внешних причин)[источник не указан 1535 дней],
- многочисленная корневая поросль, которая часто портит газоны и разрушает асфальт, к тому же при сильном подмерзании растений, стрижке, укорачивании веток поросли становится ещё больше, а удалить её всю без остатка довольно сложно[50],
- вследствие борьбы с деревьями (вырубка, спиливание) образуется также значительное количество пнёвой поросли, заметно превышающей первоначальный объём зелёной массы,
- обильный самосев и быстрое разрастание, с которым приходится бороться как с сорняком (в населённых пунктах затрудняет или делает невозможным обслуживание различных инженерных коммуникаций, коллекторов, ветви быстро достигают воздушных электрических проводов),
- обилие пыльцы, вызывающей у людей аллергические реакции (поллиноз)[источник не указан 1535 дней],
- корневая система и листовой опад при разложении выделяют вещества-токсины, тормозящие рост других растений (аллелопатическое влияние)[источник не указан 1535 дней].

В декоративном садоводстве и паркостроении основная природная форма клёна ясенелистного ныне многими считается нежелательной культурой. Это привело к практически повсеместному отказу от применения этого клёна в озеленении городов и прочих населенных пунктов. Его декоративные садовые формы и культивары могут использоваться для этих же целей с большой осторожностью. Разумнее всего эти сорта выращивать методом порослевой культуры, то есть регулярно «сажать на пень», оставляя пеньки 10-15 см. В этом случае образуется масса порослевых побегов с очень крупными, яркими и самыми здоровыми листьями. «Порослевой» куст смотрится плотным цветным шаром и не занимает в саду много места, максимум до 2,5-3 м в диаметре.

## Классификация

### Таксономия[52]
Acer negundo L., Sp. Pl. : 1056 (1753)
Подвид Клён ясенелистный относится к роду Клён (Acer) семейства Сапиндовые (Sapindaceae) порядка Сапиндоцветные (Sapindales). Кладограмма в соответствии с Системой APG IV по состоянию на июнь 2023 года:
|  |                                      |  |                                   |                                   |                      |  | ещё 8 семейств | ещё 8 семейств     |                               |  |  |  | ещё 4 рода    | ещё 4 рода                                   |  |  |
|  |                                      |  |                                   |                                   |                      |  | ещё 8 семейств | ещё 8 семейств     |                               |  |  |  | ещё 4 рода    | ещё 4 рода                                   |  |  |
|  |                                      |  |                                   | порядок Сапиндоцветные            |                      |  |                |                    | Подсемейство Конскокаштановые |  |  |  |               | Клён ясенелистный и 6 внутривидовых таксонов |  |  |
|  |                                      |  |                                   | порядок Сапиндоцветные            |                      |  |                |                    | Подсемейство Конскокаштановые |  |  |  |               | Клён ясенелистный и 6 внутривидовых таксонов |  |  |
|  | отдел Цветковые, или Покрытосеменные |  |                                   |                                   | семейство Сапиндовые |  |                |                    | род Клен                      |  |  |  |               |                                              |  |  |
|  | отдел Цветковые, или Покрытосеменные |  |                                   |                                   |                      |  |                |                    |                               |  |  |  |               |                                              |  |  |
|  |                                      |  | ещё 63 порядка цветковых растений | ещё 63 порядка цветковых растений |                      |  |                | еще 3 подсемейства | еще 3 подсемейства            |  |  |  | еще 168 видов |                                              |  |  |
|  |                                      |  |                                   | ещё 63 порядка цветковых растений |                      |  |                |                    | еще 3 подсемейства            |  |  |  |               |                                              |  |  |

### Внутривидовые таксоны
По современной классификации к виду Клён ясенелистный относят 2 подвида и 4 разновидности:
- Acer negundo subsp. interius (Britton) Á.Löve & D.Löve, Bull. Torrey Bot. Club 81: 33. 1954.
- Acer negundo subsp. mexicanum (DC.) Wesm., Bull. Soc. Roy. Bot. Belgique 29: 43. 1890.
- Acer negundo var. arizonicum Sarg., Bot. Gaz. 67: 240 (1919)
- Acer negundo var. californicum (Torr. & A.Gray) Wesm., Bull. Soc. Roy. Bot. Belgique 29: 43. 1890.
- Acer negundo  var. texanum Pax, Bot. Jahrb. Syst. 7: 212 (1886)
- Acer negundo  var. violaceum (Booth ex Loudon) H.Jaeger, Ziergehölze Gärt. Parkanl. , ed. 2: 6 (1884)

### Декоративные садовые формы и культивары
- 'Argenteovariegata' — наиболее эффектная из декоративных форм; с листьями, окаймлёнными по краю широкой серебристо-белой полосой;
- 'Aurea' ('Auratum') — с золотисто-жёлтыми листьями даже летом;
- 'Aureolimbatum'
- 'Aureomarginata' ('Aureomarginatum') — листья с жёлтой полосой по краю;
- 'Crispa' — примечательна закрученными листочками;
- 'Elegans' — с кремовым оттенком окаймления листьев;
- 'Flamingo' — примечательна обильной зелёной листвой с белым краем и яркими розовыми пятнами; декоративный эффект усиливается при регулярной весенней обрезке; интродуцирована в Голландии не ранее 1977 года;
- 'Kelly’s Gold' — листья этой формы раскрываются рано весной ярко-жёлтыми, а затем блёкнут до желтовато-зелёного;
- 'Odessanum' — примечательна жёлто-красной осенней листвой;
- 'Pseudocalifornica' — с зелёными с сизым налётом побегами;
- 'Sensation' — примечательна компактной и симметричной шаровидной кроной, бронзово-зелёными листьями; не плодоносит.
- 'Bronisławie'

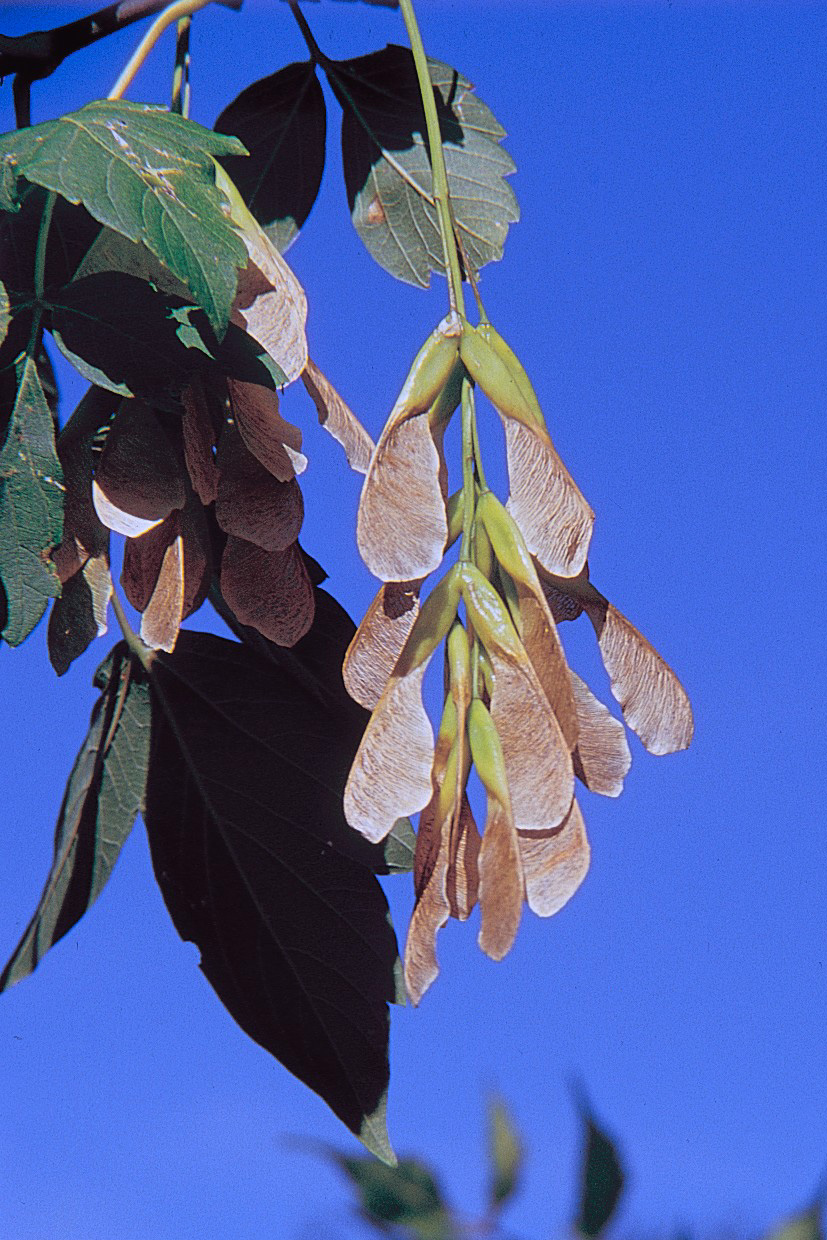
Плод
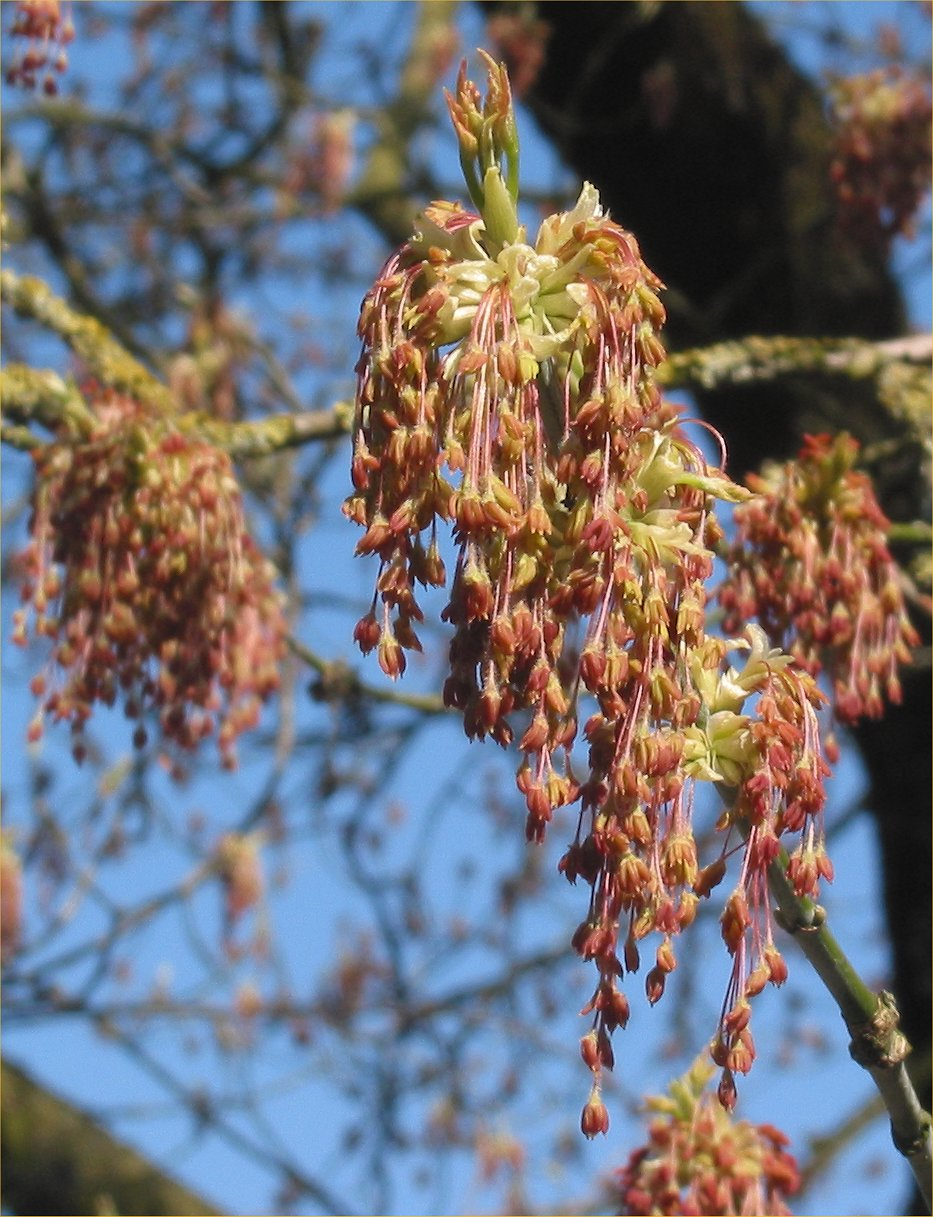
Цветки
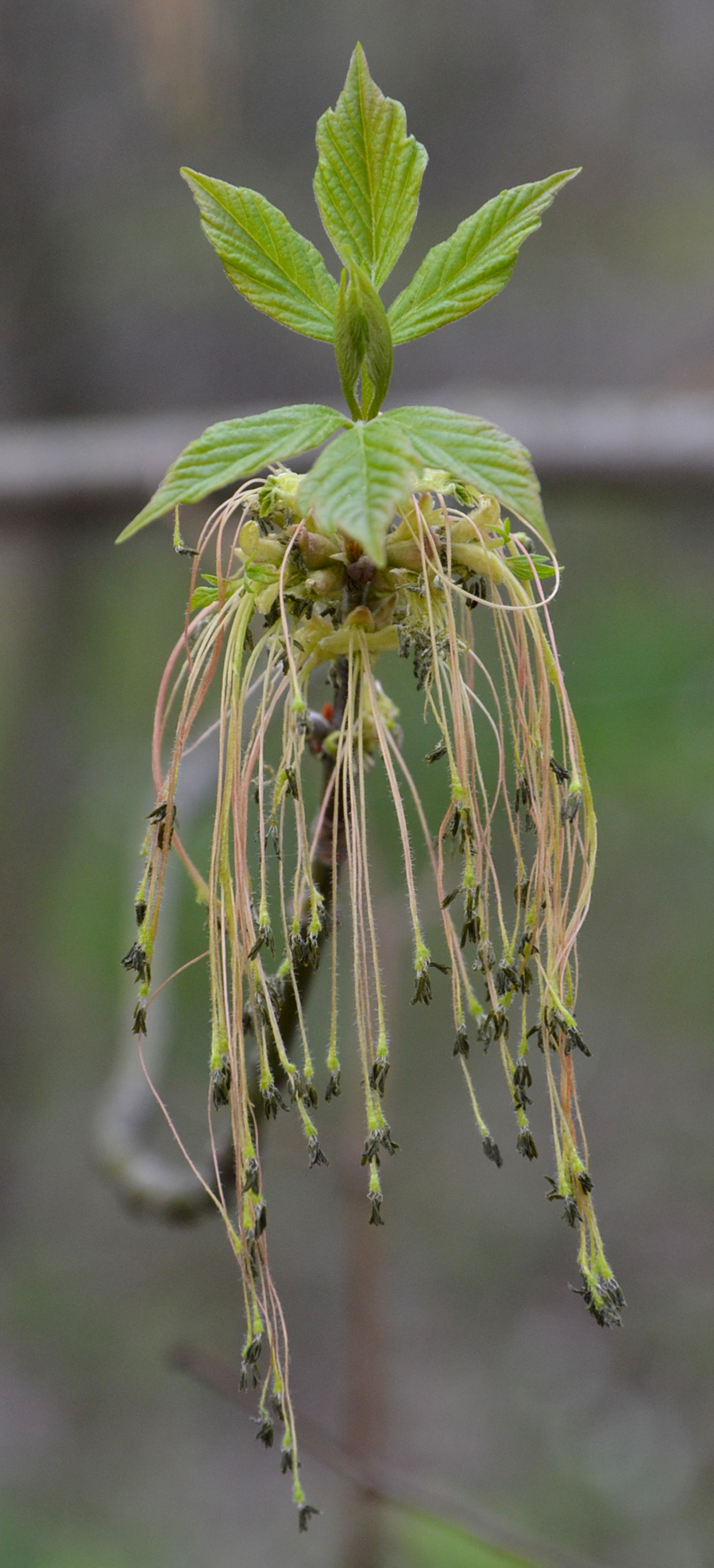
Соцветие
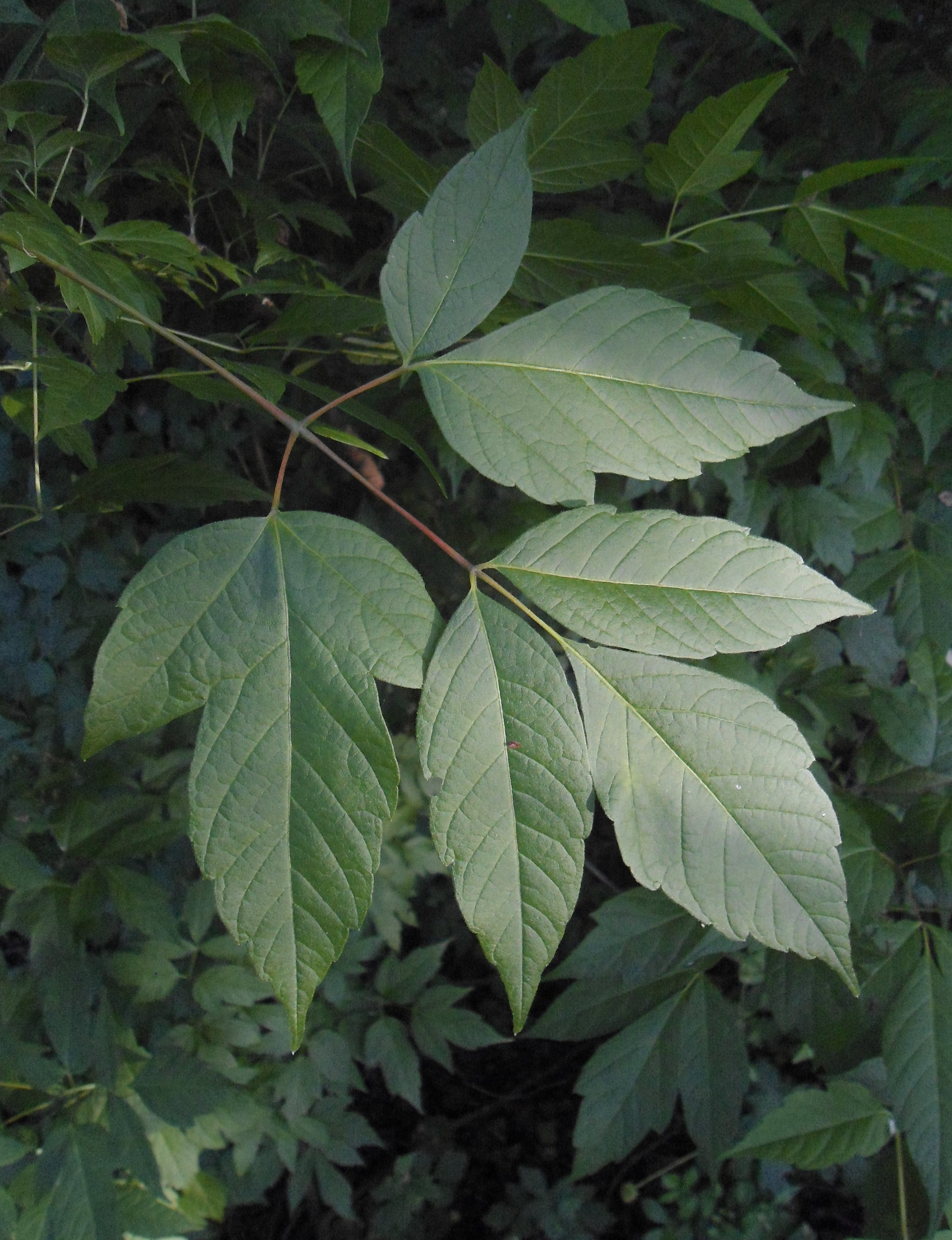
Листья
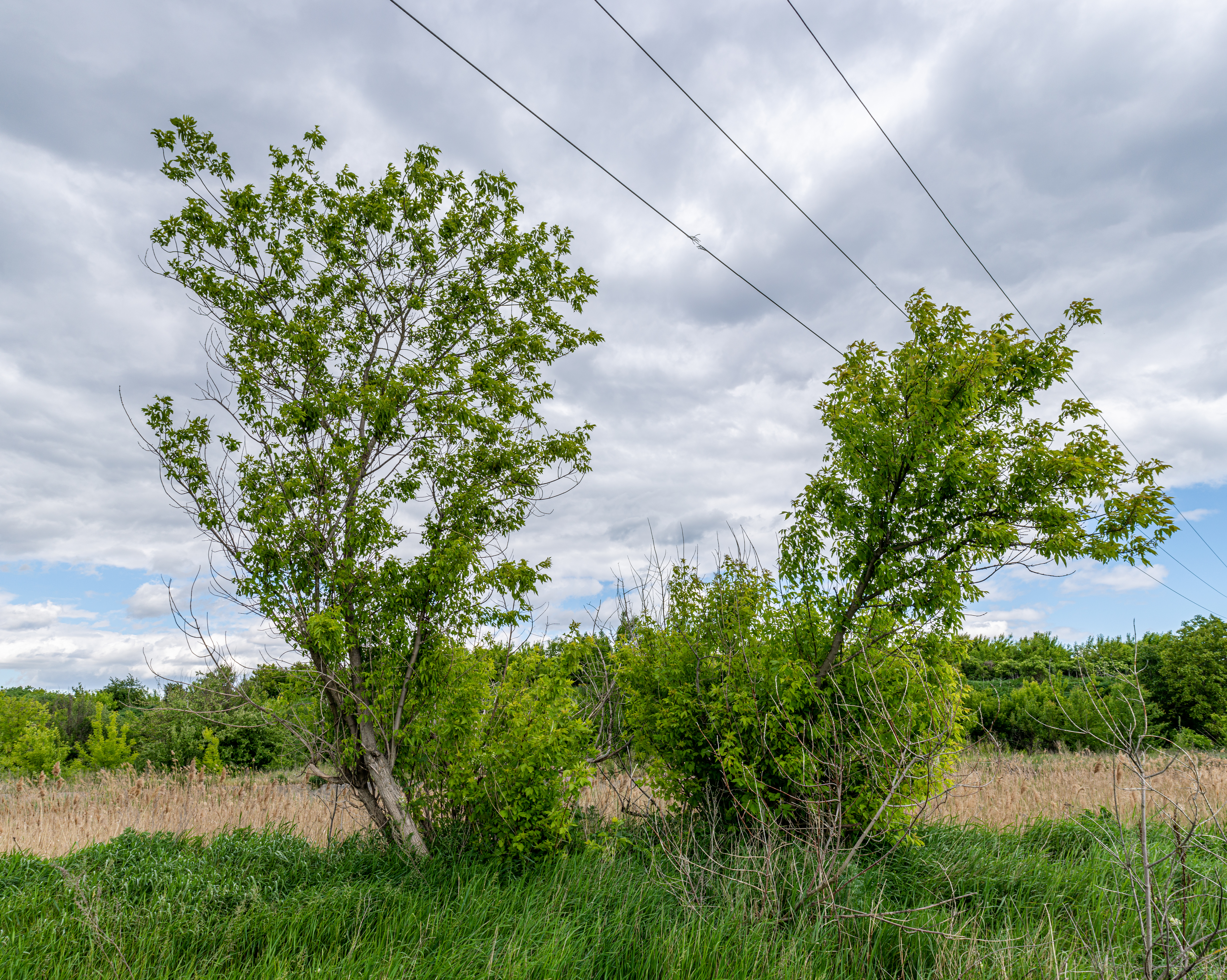
Молодые деревья